# 甕杉

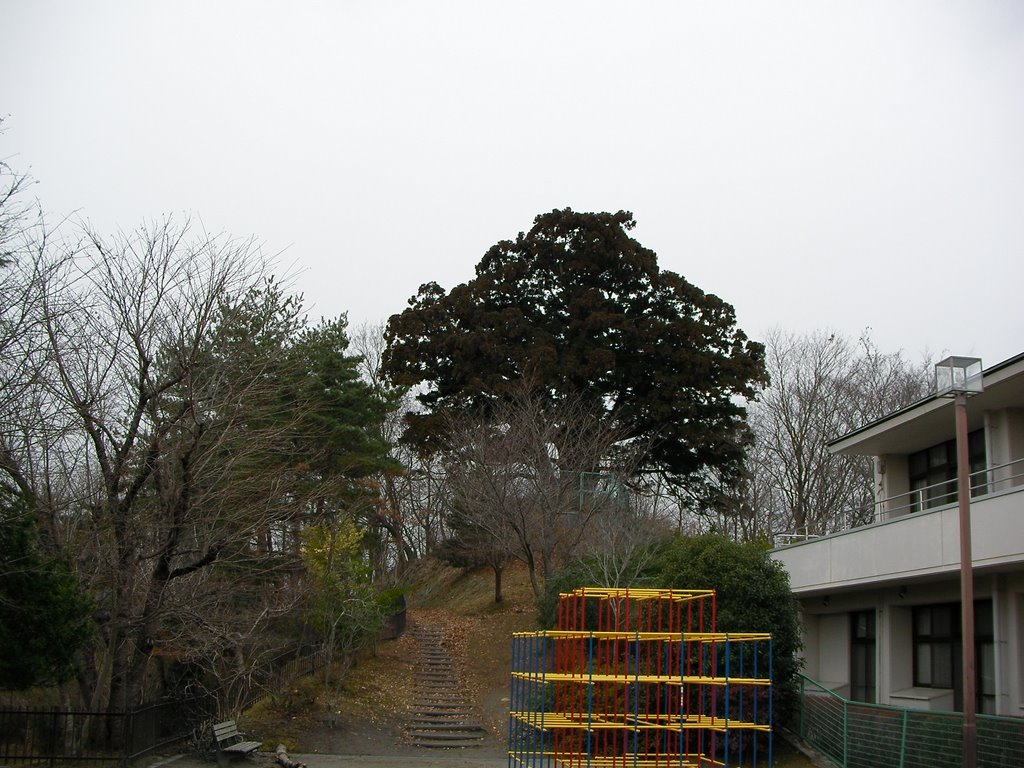
鷹乃杜の甕杉

甕杉（かめすぎ）とは宮城県富谷市鷹乃杜にある杉の古木のこと。地元では「亀杉」とも表記される。富谷市指定天然記念物（1969年12月5日指定）

## 概要・由来
富谷市西部の鷹乃杜団地周辺は、かつて江戸時代の武将伊達政宗が鷹狩りを行っていたお狩り場である。ある日、政宗のかわいがっていた鷹が狩りの最中に急死するという出来事があった。それを悲しみ、付近の農家から素焼きの甕をもらい、亡骸を納めて丁重に葬った上、その傍らに杉の木を植えた。
樹齢360年以上と推定され、樹高20ｍ、根回り7ｍのその杉は、町（当時）の天然記念物に指定され、地元では「亀杉」と呼ばれて鷹乃杜地区のシンボル的な存在となっている。杉のある場所は周囲に比べて小高い丘となっており、現在甕杉は柵で囲まれ保護されている。

## 所在地
宮城県富谷市鷹乃杜2-21

## アクセス
- 東北自動車道泉ICから車で10分
- 仙台北部道路富谷ICから車で5分